# Bürgerliches Brauhaus Saalfeld
La Bürgerliches Brauhaus Saalfeld GmbH est une brasserie à Saalfeld, dans le Land de Thuringe.

## Histoire
La brasserie est fondée en 1892 par la famille Gütermann, c'est la seule brasserie de Saalfeld d'avant la Première Guerre mondiale encore en activité. De 1925 à 1948, la brasserie est une société anonyme dont le propriétaire majoritaire est le groupe Riebeck. Dans les derniers jours de la Seconde Guerre mondiale, la brasserie est détruite lors d'un attentat à la bombe contre la gare le 9 avril 1945. De 1948 à 1991, la brasserie est une VEB. Dans les années 1970 et 1980, la brasserie de 
Rudolstadt, la brasserie de Remda et celle de la grottes aux fées font partie de la Brauhaus Saalfeld. La Bürgerliches Brauhaus est privatisée en 1991. Une part de 23 % est détenue par Kulmbacher Brauerei. Jusqu'au début des années 1990, la brasserie fait de la publicité avec le slogan « Généralement préféré » et avec une photo des ruines du château Hoher Schwarm. Depuis lors, le logo représente les quatre portes de la ville de Saalfeld.
La brasserie est membre de Brauring, une société coopérative de brasseries privées d'Allemagne, d'Autriche et de Suisse.